# ドレスデン・チェス・オリンピアード

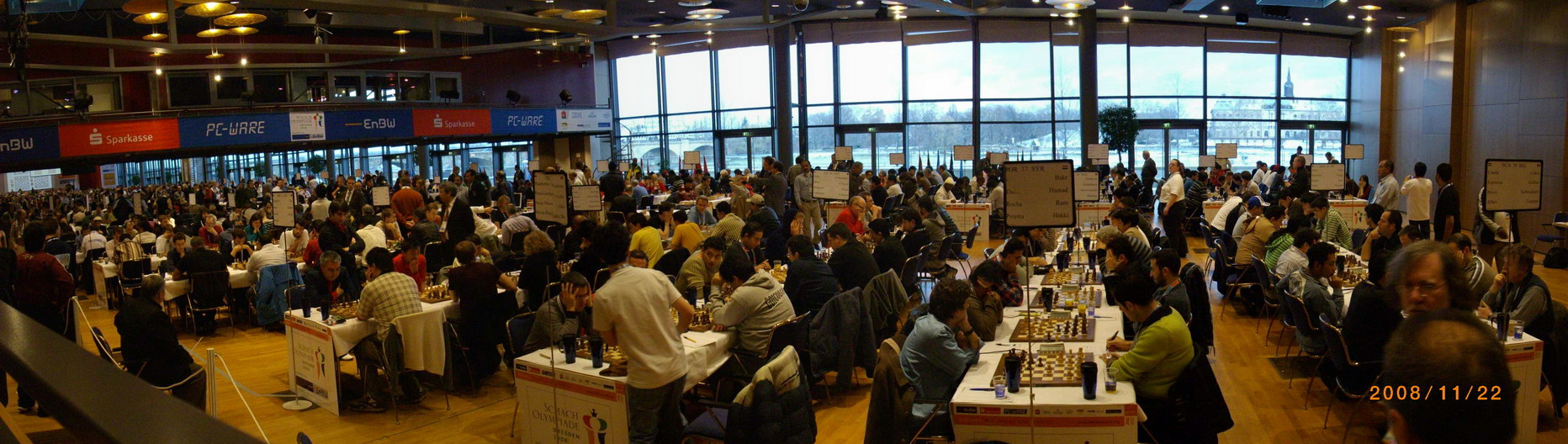
ドレスデン・チェス・オリンピアード（2008年第38回チェス・オリンピアード）

第38回チェス・オリンピアードは、2008年11月12日から11月25日の間にドイツのドレスデンにて開催された第38回のチェス・オリンピアードである。男子大会と女子大会が行われ、主催は他のチェス・オリンピアード同様国際チェス連盟である。

## 国別の成績

### 男子大会
- 1位：アルメニア
- 2位：イスラエル
- 3位：アメリカ合衆国

### 女子大会
- 1位：グルジア
- 2位：ウクライナ
- 3位：アメリカ合衆国

## 個人別の成績

### 男子大会
- 1位：ガブリエル・サルギシアン
- 2位：ペーター・レコ
- 3位：ボリス・ゲルファント

### 女子大会
- 1位：マイア・チブルダニゼ
- 2位：ジョアンナ・マイダン
- 3位：マルサ・ロレーナ・フィエロ＝バケロ